# Unione Sportiva Akragas 1961-1962
Questa pagina raccoglie le informazioni riguardanti l'Unione Sportiva Akragas nelle competizioni ufficiali della stagione 1961-1962.

## Rosa
| N. |                   | Ruolo | Calciatore        |
| -- | ----------------- | ----- | ----------------- |
|    | Italia (bandiera) | C     | Attilio Becchi    |
|    | Italia (bandiera) | D     | Mario Bernardi    |
|    | Italia (bandiera) | C     | Sergio Bertoglio  |
|    | Italia (bandiera) | A     | Benito Brugnera   |
|    | Italia (bandiera) | A     | Armando Carta     |
|    | Italia (bandiera) | D     | Antonio Caviglia  |
|    | Italia (bandiera) | A     | Benito Filippazzo |
|    | Italia (bandiera) | D     | Simone Marsili    |
|    | Italia (bandiera) | D     | Walter Mondaini   |
|    | Italia (bandiera) | C     | Loris Mora        |

| N. |                   | Ruolo | Calciatore        |
| -- | ----------------- | ----- | ----------------- |
|    | Italia (bandiera) | A     | Pasquale Mupo     |
|    | Italia (bandiera) | A     | Mario Nichele     |
|    | Italia (bandiera) | A     | Giancarlo Rebizzi |
|    | Italia (bandiera) | C     | Mario Rossi       |
|    | Italia (bandiera) | D     | Giuseppe Savini   |
|    | Italia (bandiera) | C     | Pietro Scandola   |
|    | Italia (bandiera) | C     | Remo Sereni       |
|    | Italia (bandiera) | P     | Amarino Valentini |
|    | Italia (bandiera) | P     | Adriano Vicini    |